# Siegfried Lietzmann
Siegfried Albert Lietzmann (* 25. Mai 1951 in Lehnin) ist ein deutscher Unternehmer und Politiker (LDPD, FDP).

## Leben und Beruf
Nach dem Besuch der Polytechnischen Oberschule (POS) und der Berufsschule, die er 1970 mit dem Abitur sowie mit einer Berufsausbildung abschloss, leistete Lietzmann bis 1972 Grundwehrdienst bei der NVA. Er studierte von 1972 bis 1975 an der Agraringenieurschule in Malchow und arbeitete im Anschluss als Ingenieur-Technologe am Institut für Ingenieurpädagogik in Schwerin. Von 1975 bis 1977 war er Leiter der Tierproduktion und von 1977 bis 1979 Leiter der Lehrausbildung der LPG in Kleßen. Von 1979 bis 1984 besuchte er die Akademie für Staats- und Rechtswissenschaft in Potsdam. Dort erhielt er den Abschluss als Diplom-Staatswissenschaftler. Seit 1990 war er als Stellvertreter des Landrates sowie als Dezernent für Haushalt/Finanzen bei der Kreisverwaltung in Rathenow tätig. Inzwischen leitet er ein brandenburgisches Unternehmensberaterbüro.
Siegfried Lietzmann ist verheiratet und hat zwei Kinder.

## Politik
Lietzmann trat 1976 in die LDPD ein und amtierte von 1979 bis 1989 als Bürgermeister der Stadt Rhinow. Nach der politischen Wende in der DDR schloss er sich der FDP an und wurde 1990 zum Vorsitzenden des FDP-Kreisverbandes Rathenow gewählt. Von 1990 bis 1994 war er Mitglied des Brandenburgischen Landtages. Hier war er von 1990 bis 1992 zunächst stellvertretender Vorsitzender und von 1992 bis 1994 dann Vorsitzender der FDP-Fraktion. Außerdem war er bis 2002 Landesschatzmeister der FDP Brandenburg.